# КК Тамиш
Кошаркашки клуб Тамиш је српски кошаркашки клуб из Панчева. Основан је 1992. као КК Агропан, а од 2000. носи садашње име. Тренутно се такмичи у Кошаркашкој лиги Србије.

## Историја
Клуб је основан децембра 1992. као КК „Агропан“, а име је добио по свом првом спонзору. Први тренер екипе био је Дарко Јовичић, а свој деби клуб је имао у лето 1993. у Окружној лиги на терену код суда. Већ у другој сезони клуб је изборио пласман у виши ранг, а такође је основана и школа кошарке.
Своје данашње име КК „Тамиш“ клуб је добио 2000, а са циљем да се формира јачи клуб Тамиш се те године удружио са КК „Центар“ и након тога почиње успон клуба. Тамиш је 2001. постао првак Окружне лиге и тако се пласирао у Другу српску лигу, где је у првој сезони заузео четврто место. У сезони 2002/03. Тамиш се као другопласирани тим пласирао у Прву српску лигу, трећи ранг такмичења.
У дебитантској сезони у Првој српској лиги у сезони 2003/04. Тамиш је успео да избори опстанак. Већ у наредној сезони 2004/05. Тамиш је освојио прво место и тако се по први пут пласирао у савезни ранг такмичења, Прву Б лигу. Прву сезону у Првој Б лиги клуб је завршио на одличном петом месту, а у наредној сезони 2006/07. је заузео треће место, са само једним бодом мање од тима који се пласирао у виши ранг. Исте сезоне Тамиш је остварио најбољи резултат у Купу Србије (2. степен), када је стигао до полуфинала.
Тамиш је 2007. добио свог првог генералног спонзора, закључен је четворогодишњи уговор са ХИП Петрохемијом, па је клуб наредне четири сезоне носио у свом називу име те компаније. Уследио је и историјски успех, пошто се у сезони 2007/08. Тамиш као првак Прве Б лиге пласирао по први пут у Кошаркашку лигу Србије. У првој сезони у Кошаркашкој лиги Србије Тамиш се до последњег кола борио за опстанак и сезону на крају завршио на дванаестом месту, једном месту изнад зоне испадања. Наредна сезона 2009/10. је била далеко успешнија јер је Тамиш остварио најбољи резултат у клупској историји, завршивши у КЛС на другом месту са само бодом мање од првопласираног чачанског Борца, а затим у Суперлиги Србије на седмом месту. Тамиш је и у сезони 2010/11. био близу пласмана у Суперлигу, јер је имао исти број бодова као четвртопласирана Мега Визура, али је имао лошији скор из међусобних дуела. Сезону 2011/12. је завршио на шестом месту.

## Имена клуба кроз историју
- КК Агропан (1992—2000)
- КК Тамиш (2000—2007)
- КК Тамиш Петрохемија (2007—2011)
- КК Тамиш (2011—тренутно)

## Учинак у претходним сезонама
| Сез.     | Првенство Србије — КЛС | Првенство Србије — Суперлига | Куп Србије | Регионално такмичење | Европско такмичење |
| -------- | ---------------------- | ---------------------------- | ---------- | -------------------- | ------------------ |
| 2008/09. | 12. место              | —                            | —          | —                    | —                  |
| 2009/10. | 2. место               | 7. место                     | —          | —                    | —                  |
| 2010/11. | 5. место               | —                            | —          | —                    | —                  |
| 2011/12. | 6. место               | —                            | —          | —                    | —                  |
| 2012/13. | 10. место              | —                            | —          | —                    | —                  |
| 2013/14. | 9. место               | —                            | —          | —                    | —                  |
| 2014/15. | 4. место               | 8. место                     | —          | —                    | —                  |
| 2015/16. | 4. место               | 4. место групе А             | —          | —                    | —                  |
| 2016/17. | 7. место               | —                            | —          | —                    | —                  |
| 2017/18. | 5. место               | 5. место групе А             | —          | —                    | —                  |
| 2018/19. | 6. место               | 5. место групе Б             | —          | —                    | —                  |
| 2019/20. | 11. место              | —                            | —          | —                    | —                  |

## Познатији играчи
- Иван Смиљанић
- Ненад Чанак

## Познатији тренери
- Оливер Поповић